# Айдыкуль
Айды́куль или Айдыку́ль (Актюбинское, Мамынкуль, Алакуль, Айбыколь, Айле-куль) — озеро в Кунашакском районе Челябинской области России.

## Название
В источниках XVII века название встречается в форме Айле-Куль, по наименованию башкирской родоплеменной группы айле или айде.

## Географическое положение
На юго-западном побережье озера — деревня Баракова и МТФ, в 1,5 км от северо-восточного берега — деревня Кубагушева.

## Гидрография
Горько-солёное озеро котловинного типа. Тип минерализации — солёно-щелочной. Площадь — 70 км². Средняя глубина 3—4 м, наибольшая — 4,5 м. Урез воды — 158 м. Прозрачность воды варьируется от 1,5—2 м зимой до 0,3 м летом. В озере водятся пелядь, окунь, щука, карась, карп.
Озеро Айдыкуль приняло современную форму после слияния с озёрами Мамынкуль и Актюбинское. В настоящее время является крупнейшим водоёмом Челябинской области по площади водного зеркала.
Всё побережье озера характеризуется заболоченностью и наличием зарослей камыша.